# محمود کشفیان
محمود کشفیان(۱۳۰۹ تهران-) سیاستمدار و وزیر راه و وزیر مشاور در دوره پهلوی بود.
محمود کشفیان در سال ۱۳۰۹ در تهران به دنیا آمد. تحصیلات اولیه را در تهران و سپس دوره دکتری حقوق خود را در دانشگاه پاریس به پایان برد. کشفیان در دوره تحصیل در فرانسه با حسنعلی منصور آشنا شده و با او در کانون مترقی ایران همراهی داشت. پس از انتصاب منصور به نخست‌وزیری، او در دولت منصور مدتی سمت وزیر راه را بر عهده داشت.و بعد از آن در سالهای ۴۲ الی ۴۴ مدیر عامل و رئیس هیدت مدیره شرکت بیمه ایران بود. وی پس از اتمام دوره فعالیتش در بیمه ایران به سمت وزیر مشاور و رئیس سازمان امور اداری و استخدامی کشور منصوب شد و تا سال ۱۳۵۳ در این مقام باقی ماند.